# Погарище
Погарище (рос. Погарище) — присілок в Желєзногорському районі Курської області Російської Федерації.
Населення становить 18 осіб. Входить до складу муніципального утворення Студенокська сільрада.

## Історія
Населений пункт розташований на території українського етнічного та культурного краю Східна Слобожанщина.
Від 2004 року входить до складу муніципального утворення Студенокська сільрада.

## Населення
| 1866 | 1877 | 1897 | 1926 | 1979 | 2002 | 2010 |
| ---- | ---- | ---- | ---- | ---- | ---- | ---- |
| 437  | ↗510 | ↗574 | ↘292 | ↘65  | ↘30  | ↘18  |